# Жамбыл (сельский округ Аязхана Калыбекова)
Жамбыл (каз. Жамбыл) — село в Мактааральском районе Туркестанской области Казахстана. Входит в состав сельского округа Аязхана Калыбекова. Находится примерно в 22 км к северо-востоку от районного центра, города Жетысай. Код КАТО — 514483200.

## Население
В 1999 году население села составляло 696 человек (353 мужчины и 343 женщины). По данным переписи 2009 года, в селе проживало 800 человек (397 мужчин и 403 женщины).